# Schönenberg-Kübelberg
Schönenberg-Kübelberg è un comune di 5.700 abitanti della Renania-Palatinato, in Germania.
Appartiene al circondario (Landkreis) di Kusel (targa KUS) ed è parte della comunità amministrativa (Verbandsgemeinde) di Oberes Glantal.